# Chevigny-en-Valière
Chevigny-en-Valière är en kommun i departementet Côte-d'Or i regionen Bourgogne-Franche-Comté i östra Frankrike. Kommunen ligger i kantonen Beaune-Sud som tillhör arrondissementet Beaune. År 2022 hade Chevigny-en-Valière 409 invånare.

## Befolkningsutveckling
Antalet invånare i kommunen Chevigny-en-Valière
Referens:INSEE